# Écaussinnes
Écaussinnes (en wallon Les Scåssenes) est une commune francophone de Belgique située en Région wallonne, dans la province de Hainaut. Elle résulte de la fusion de trois villages, Écaussinnes-d'Enghien, Écaussinnes-Lalaing et Marche-lez-Écaussinnes. La commune se situe entre Nivelles, Braine-le-Comte, La Louvière et Mons.
À l’entrée de la ville, il est écrit : « Bienvenue aux Écaussinnes ».

## Toponymie
Le nom de la localité est attesté sous la forme Scaucia dans un diplôme de Pépin le Bref, maire du palais, restituant à l’Abbaye de Saint-Denis près de Paris diverses possessions qui lui avaient été ravies dans le Pagus Bracbatensis (le pays de Brabant). Par un diplôme de 775, Charlemagne, qui s’intitule encore roi des Francs et des Lombards, confirme la restitution faite par son père. Puis, on trouve la forme latinisée Scalcinis en 1199 mais aussi Scassines en 1186. Le nom d'Écaussinnes viendrait du bas-latin scalcina (« pierre à chaux »), lui-même de calcinae (« four à chaux »), calciniae, calx, transformé localement en caus ou causse (« chaux », d’où caussines).
En 751, Ecaussinnes est érigée en seigneurie. Pendant des siècles les deux Ecaussinnes ne formèrent qu'une seule agglomération. Il faut attendre le XIIIe siècle pour les trouver dissociées en deux entités Ecaussinnes-Saint-Remy et Ecaussinnes-Sainte-Aldegonde, la rivière la Sennette servant de démarcation entre elles. Pour les désigner, on se servit donc d'abord du nom des patrons des deux églises. C'est ainsi que la partie située sur la rive gauche de la Sennette prit le nom d'Ecaussinnes-Saint-Remy mais environ un siècle plus tard le temporel supplantant le spirituel, Ecaussinnes-Saint-Remy pris successivement les noms d'Ecaussinnes la Follie, de Grand Ecaussinnes pour enfin prendre le nom d'Ecaussinnes-d'Enghien. L'appellation de seigneur d'Ecaussinnes a toujours été réservée au propriétaire de la seigneurie qui s'étend sur la rive droite de la Sennette. À partir du XIVe siècle, Ecaussinnes-Sainte-Aldegonde pris le nom Ecaussinnes-Lalaing.
Les appellations Écaussinnes-d'Enghien et Écaussinnes-Lalaing découlent de deux mariages aristocratiques au Moyen Âge. D'une part, la terre d'Ecaussinnes-Lalaing échoit à Simon de Lalaing, Seigneur de Quiévrain, Grand Bailli du Hainaut (décédé en 1386) à la suite de son union avec Jeanne du Roeulx, dame d'Ecaussinnes, qui lui apporte cette terre en dot. D'autre part, la terre d'Écaussinnes-d'Enghien (ou à l'époque La Follie) échoit à Bernard d'Orley (décédé en 1492) à la suite de son union avec Françoise d'Argenteau, fille de Renaud d'Argenteau, seigneur de Houffalize, et de Jeanne d'Enghien, dame de la Follie.
Le nom de Marche provient du germanique *marka « Délimitation par un marquage » associé aux noms de la commune ainsi que Marcq à Enghien. Ce village se trouvait à la limite de l'ancien comté de Hainaut et du duché de Brabant.

## Géographie

### Sections de commune
| # | Nom                    | Superf. (km²) | Habitants (2024) | Habitants par km² | Code INS |
| - | ---------------------- | ------------- | ---------------- | ----------------- | -------- |
| 1 | Écaussinnes-d'Enghien  | 17,54         | 8.008            | 457               | 55050A   |
| 2 | Écaussinnes-Lalaing    | 7,30          | 1.093            | 150               | 55050B   |
| 3 | Marche-lez-Écaussinnes | 10,01         | 2.486            | 248               | 55050C   |

### Communes limitrophes
| Braine-le-Comte | Braine-le-Comte              | Braine-le-Comte Seneffe |
| Soignies        | Écaussinnes                  | Seneffe                 |
| Le Rœulx        | Le Rœulx/La Louvière/Seneffe | Seneffe                 |

### Hydrographie
Une rivière, la Sennette, affluent de la Senne (d'où son nom), traverse la commune.

## Démographie

### Démographie: Commune fusionnée
En tenant compte des anciennes communes entraînées dans la fusion de communes de 1977, on peut dresser l'évolution suivante :
Les chiffres des années 1831 à 1970 tiennent compte des chiffres des anciennes communes fusionnées.
- Source: DGS , de 1831 à 1981=recensements population; à partir de 1990 = nombre d'habitants chaque 1 janvier[11]

## Histoire
La création du village d'Écaussinnes n'est pas datée.
Il est certain que l'origine Écaussinnes provient des exploitations locales d'où sortiront les fours à chaux, soit la partie proche de Soignies et Mignaut. Il s'agit des premiers hommes exploitant les premières carrières ayant bâti leur premier campement, avant même l'établissement de la seigneurie médiévale plus à l'est (Écaussinnes-Lalaing) dont beaucoup ont cru être la raison de l'entité même s'il est vrai que le concept de village naquit par la suite.
La plus ancienne trace de la présence humaine dans l'entité est une hache polie en silex de Spiennes, datant d'environ 2 250 ans avant Jésus-Christ, découverte en 1974 lors de travaux d'excavation à la carrière de Scouffleny.
Les travaux de construction du chemin de fer Bruxelles — Haine-Saint-Pierre ont permis la mise au jour sur le site de Combreuil d'une nécropole datant sans doute du Ve siècle de notre ère. C'est la plus ancienne preuve d'une vie communautaire aux Écaussinnes.
C'est en 751 qu'Écaussinnes est érigée en seigneurie. Le titre de Seigneur des Écaussinnes est attribué uniquement aux propriétaires de la seigneurie située sur la rive droite de la Sennette, qui deviendra au XIVe siècle Écaussinnes-Lalaing.
Une charte de 1199 place les Écaussinnes près de la forêt Charbonnière, tandis que quatre siècles auparavant cette localité devait se trouver au centre de cette forêt.
La « Follie », située sur la rive gauche, aurait appartenu à la famille de Rœulx, avant d'être vendue à Englebert d'Enghien.[réf. nécessaire]

## Armoiries
|  | Ces armoiries très chargées sont une combinaison de trois anciennes armoiries communales. Les quartiers 1 et 4 montrent les armoiries d'Écaussinnes-Lalaing, les 2 et 3 celles de Marche-lez-Écaussinnes et le centre celles d'Écaussinnes-d'Enghien. Blasonnement : Écartelé : aux 1 et 4 écartelé (blason d'Ecaussinnes-Lalaing) aux 1a et 4d de gueules à dix losanges d'argent posées 3, 3, 3 et 1 qui est Lalaing et aux b et c d'or à trois lions de gueules qui est Rœulx dit d'Écaussines, aux 2 et 3 de sinople au lion d'argent armé, lampassé et couronné d'or, au chef d'argent chargé de trois aiglettes de sable. Sur le tout écartelé : aux 1 et 4 d'argent à cinq fasces d'azur, au lion de gueules à la queue fourchue armé, lampassé et couronné d'or, brochant sur le tout qui est Luxembourg-Houffalize, aux 2 et 3 d'argent à deux pals de gueules, qui est Orley et sur le tout du tout gironné d'argent et de sable de dix pièces, chaque giron de sable chargé de trois croix recroisettées au pied fiché d'or, les pieds dirigés vers le cœur de l'écu qui est Enghien. - Délibération communale : 20 février 1978 - Arrêté royal : 7 juin 1979 - Moniteur belge : 12 septembre 1979 |

## Politique et administration

### Conseil et collège communal 2024-2030
Ci-dessous, le tableau des résultats des élections communales de 2024.
| Parti | Parti     | Voix (2024) | Voix (2018) | % (2024) | % (2018) | +/-     | Sièges  | +/- | Collège |
| ----- | --------- | ----------- | ----------- | -------- | -------- | ------- | ------- | --- | ------- |
|       | ECOLO     | 1.037       | 1.211       | 14,15%   | 17,30%   | 3.14 %  | 2 / 21  | 2.0 | Non     |
|       | PS        | 1.300       | -           | 17,74%   | -        | 0.0 %   | 3 / 21  | 3.0 | Non     |
|       | Ensemble  | 3.747       | 2.725       | 51,13%   | 38,92%   | 12.21 % | 13 / 21 | 3.0 | Oui     |
|       | En Marche | 1.244       | -           | 16,98%   | -        | 0.0 %   | 3 / 21  | 3.0 | Non     |
|       | MR-CHE    | -           | 965         | -        | 13,78%   | 0.0 %   | - / 21  | 2.0 | Non     |
|       | VÉ        | -           | 1.629       | -        | 23,26%   | 0.0 %   | - / 21  | 5.0 | Non     |
|       | ACÉ       | -           | 472         | -        | 6,74%    | 0.0 %   | - / 21  | 0.0 | Non     |
| Total | Total     | 7 328       | 7 002       | 100 %    | 100 %    |         | 21      |     |         |

| Collège communal  |                      |                        |
| ----------------- | -------------------- | ---------------------- |
| Bourgmestre       | Sébastien Deschamps  | Les Engagés - Ensemble |
| 1er Échevine      | Laetitia Lateur      | Ensemble               |
| 2e Échevine       | Catherine Walem      | Ensemble               |
| 3e Échevin        | Bernard Rossignol    | Ensemble               |
| 4e Échevin        | Arnaud De Laever     | Ensemble               |
| 5e Échevine       | Pierre Rompato       | Ensemble               |
| Président du CPAS | Etienne Van Honacker | Ensemble               |

### Jumelages
La commune d'Écaussinnes est jumelée avec :  
- Săcueni (Roumanie) depuis 1990 ;
- Pietrasanta (Italie) depuis 2000 ;
- Lallaing (France) depuis 2001 ;
- Létavértes (Hongrie) depuis 2006 ;
- Grenzach-Wyhlen (Allemagne) depuis 2020.

## Patrimoine, tourisme et culture

### Patrimoine architectural et tourisme

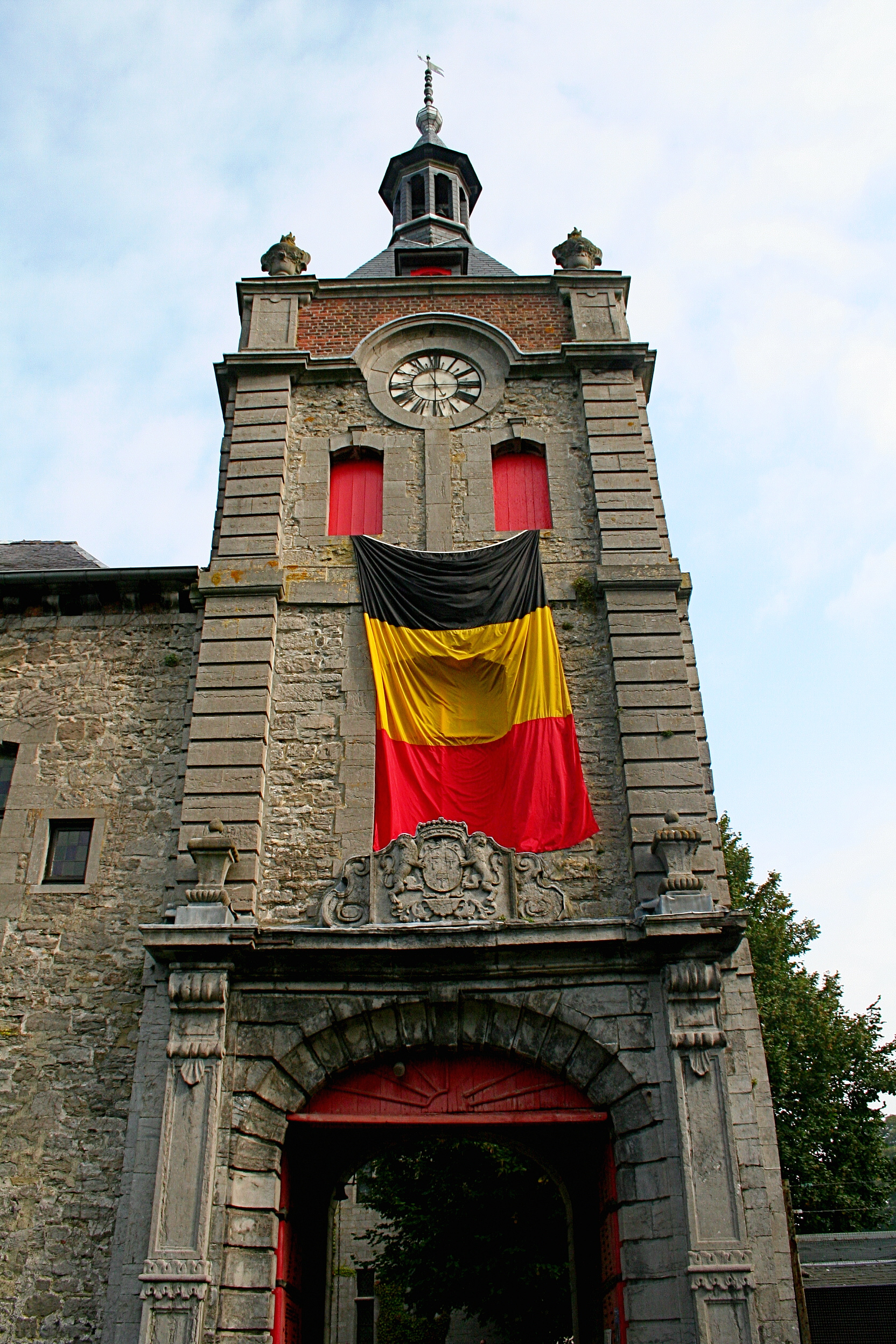
La tour-porche du château.

- Le château de La Follie (XIVe siècle), résidence des comtes de Lichtervelde était à l'origine une forteresse (XIVe siècle), transformée au XVIe en château de plaisance. Un festival de musique classique de haut niveau[19] y est organisé chaque année en juillet. Le Théâtre royal des Galeries (de Bruxelles) se produit dans le parc du château au mois d'août.

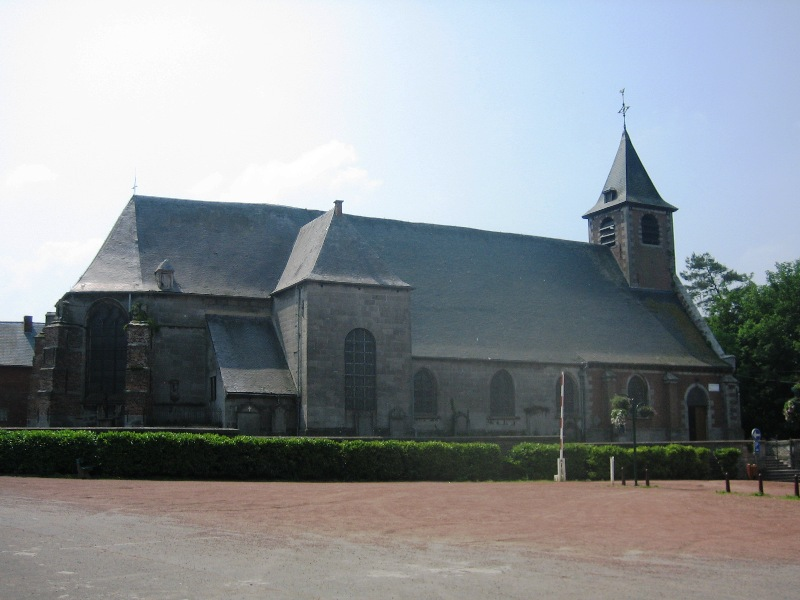
L'église Saint-Géry à Marche-lez-Écaussinnes.

- La place du village est dominée par le château de Écaussinnes-Lalaing (XIIe siècle)[20] bâti par le comte Baudouin V de Hainaut, abritant un musée du verre et de la porcelaine, du mobilier, etc., et jouxté d'un splendide jardin-potager. Ce château a été construit sur une ancienne place romaine et remonte au Moyen Âge. Des animations y sont organisées par l'ASBL Médiévie.

- L'église Sainte-Aldegonde d'Écaussinnes-Lalaing (XVIe siècle), qui abrite notamment le mausolée de Michel de Croÿ (1516), la dalle funéraire de la sœur du peintre Rubens (1606), les mémoriaux des van der Burch (XVIIe siècle), une l'Assomption de De Crayer (XVIIe siècle) et un orgue Cavaillé, unique en Hainaut, don d'Anna Boch.
- L'église Saint-Géry à Marche-lez-Écaussinnes, reconstruite en 1531 sur les vestiges d'une autre plus ancienne (XIIe siècle) et agrandie en 1777. La voûte du chœur de style gothico-plantagenet est classée.
- L'église Saint-Rémy d'Écaussinnes-d'Enghien, reconstruite en 1852 après la démolition en 1786 de l'édifice précédent (XVIIe siècle) gravement endommagé par la foudre. On peut y admirer le grand orgue construit en 1852 par les frères Louis et Florian Gheude, facteur d'orgues à Nivelles, un retable du XVIe siècle relatant la vie de saint Antoine l'Ermite ainsi que le monument funéraire représentant Bernard d'Orley, seigneur de La Follie et son épouse Isabeau de Witthem, attribué au sculpteur valenciennois Jean Mone (XVIe siècle)[21].

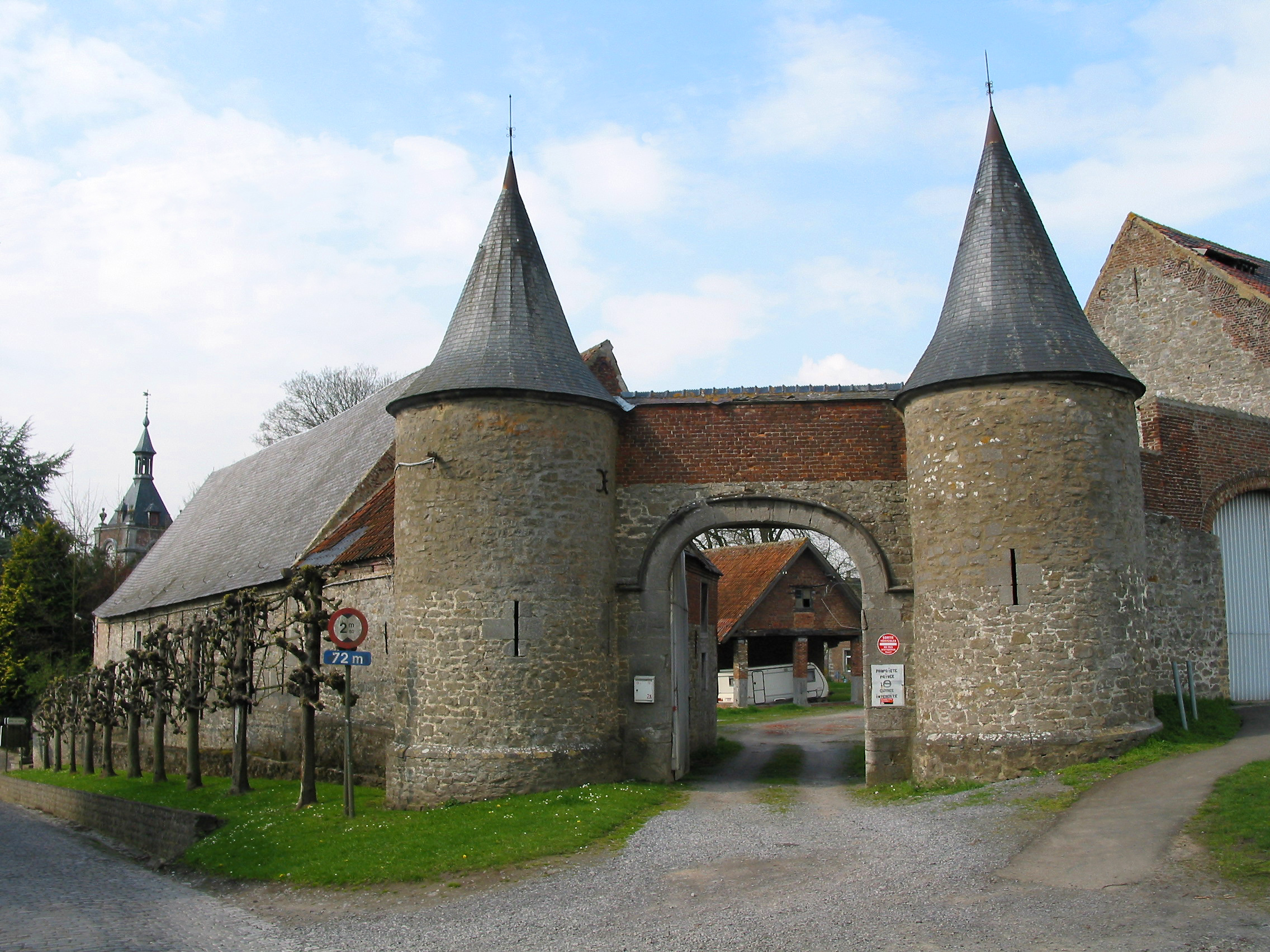
La ferme du château à Écaussinnes-Lalaing.

- L'église du Sacré-Cœur, construite en 1892, à la suite du développement du quartier des carrières, en plein essor à l'époque. La pierre bleue locale y occupe une place prépondérante, aussi bien dans la construction (colonnes, carrelage) que dans la décoration (maître-autel, chaire de vérité (offerte par les maîtres de carrières), bas-reliefs).
- Écaussinnes compte également de nombreuses chapelles, dont la chapelle classée de Scoufflény (XIVe-XVIe siècle). Dédiée à Notre-Dame de Liesse, elle remonterait à la seconde moitié du XIVe siècle. Elle fut restaurée en 1971.

Il faut également mentionner l'existence de plusieurs musées : le Musée de la vie locale (près de l'église Sainte-Aldegonde), le Musée du souvenir des guerres 1914-1918 et 1940-1945 (à Écaussinnes Carrières) et le Musée du château-fort.
Au cours d'une promenade dans le village, on pourra encore découvrir :
- le Pont des Douces Arcades (un ancien viaduc vicinal à douze arches rebaptisé à la sauce locale). Il fut construit entre 1914 et 1916 pour le passage d'un tramway à vapeur qui devait relier Soignies à Nivelles. Aucun tramway ne passa cependant sur ce pont, le projet de liaison ayant été abandonné après la Première Guerre mondiale ;
- la ferme du château ou ferme de la Basse-Cour, équipée de 5 tours rondes, qui fut la résidence de Simon du Parcq et de son épouse Blandine Rubens ;
- le Tunnel des Amoureux (lieu mythique de la cité de l'amour), sentier bordé de murailles, longeant le château de La Follie ;
- le Gouffre, une ancienne grésière, fermée en 1863, actuellement siège d'une association de pêche.

Les alentours pittoresques peuvent être découverts en parcourant le sentier dit Val de la Sennette, où l'ancienne ligne de chemin de fer 106 qui reliait jadis Écaussinnes à Clabecq, en passant par Ronquières et Henripont.
Écaussinnes est une étape incontournable dans la visite du parc des Canaux et Châteaux.
Voir aussi la liste du patrimoine immobilier classé.

### Culture et traditions

#### Musique, arts et littérature
Quelques artistes sont passés par Écaussinnes dont Julos Beaucarne, figure emblématique de la chanson et de la littérature hennuyère. D'autres personnalités fortes, telles que les peintres : Henry Lejeune, Serge Poliart et André Buzin, sont nées et, pour la plupart, vivent encore aux Écaussinnes ou dans la région.
Beaucoup d'autres groupes de musique émergent à Écaussinnes (Les Panthères, The Mops, The Dirty Bees, Bike Crash, etc.). La société d'Arc-en-musique, entre autres, les promeut.
Les artistes écaussinnois sont très nombreux, et beaucoup d'entre eux exposent leurs œuvres chaque année en septembre durant le week-end « Cité d'Arts ».
Le Spring Blues Festival qui avait lieu tous les ans à Marche-lez-Ecaussinnes à la mi-mai, depuis les années 1980, était devenu un des principaux événements européens du genre.

#### Festivités et folklore

##### Goûter matrimonial

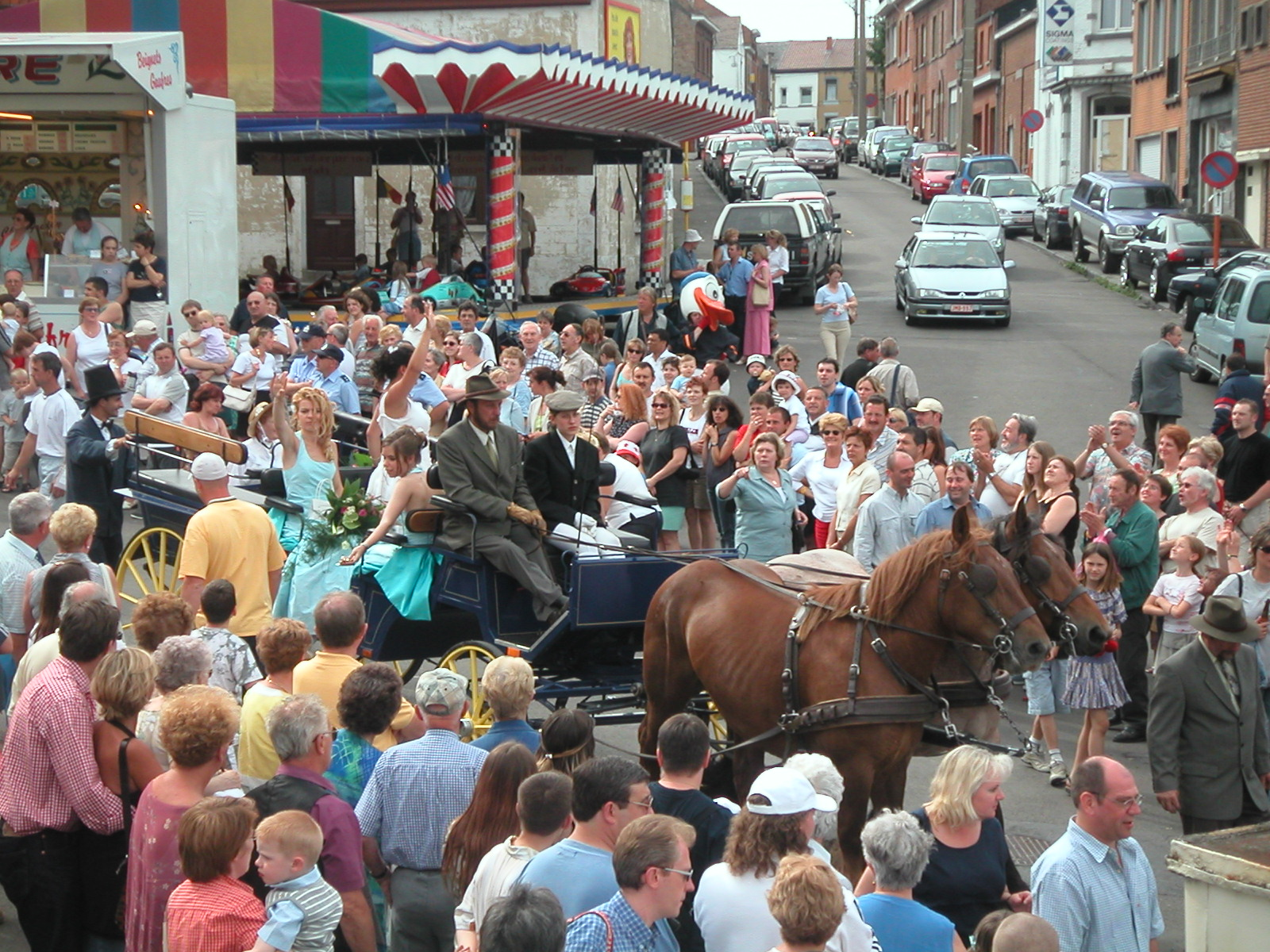
Le goûter matrimonial.

Écaussinnes est surtout célèbre pour son goûter matrimonial qui a lieu chaque année le lundi de Pentecôte, et ce depuis 1903. Il trouve son origine dans la tradition séculaire du mai qui était à l'époque toujours vivante à Écaussinnes : à l'origine, un jeune homme qui souhaitait déclarer sa flamme à une jeune fille plantait un mai (un petit arbre ou une branche) devant la maison de sa bien-aimée. Par la suite, les jeunes se contentèrent de planter un seul mai par hameau. En remerciement, les jeunes filles offraient un goûter.
À l'occasion du mai de 1903, Marcel Tricot eut l'idée d'une farce et plaça près de l'église une affiche sur laquelle on pouvait lire : « Lundi 1er juin 1903 (Pentecôte) à 16 heures : goûter monstre offert par les soixante jeunes filles à marier du centre de la commune. Étant délaissées par un grand nombre de nos concitoyens, nous prions les jeunes gens des environs à bien vouloir participer au dit goûter, et espérons avoir sous peu le plaisir d'assister à de nombreux mariages ». Cette farce fut le point de départ de ce qui est devenu une tradition, et qui vaut à Écaussinnes le surnom de « Cité de l'Amour ». Durant le XXe siècle, d'autres goûters matrimoniaux virent le jour comme à Trazegnies, mais seul celui d'Écaussinnes subsiste encore.
Depuis 2023, le goûter matrimonial fait partie des chefs-d'œuvre du Patrimoine oral et immatériel de la Fédération Wallonie-Bruxelles.

##### Autres festivités
En 1933, le cinéaste Charles Dekeukeleire filme la « Foire aux amoureux » pour la Gaumont.
Un festival de blues, le Spring Blues Festival, s'y tenait annuellement entre 1988 et 2013. Sa réputation dépassait largement les limites de la région et du pays. Il s'agissait en fait d'un des premiers événements de blues européens. Fin 2013, décision a été prise de ne plus organiser le Spring Blues Festival. Depuis, un festival des Arts de la rue, Les Tailleurs, a pris place dans le centre du village le 1er week-end d'octobre.
De 2006 à 2019, une fête médiévale avait également lieu, le 2e week-end d'octobre.
À Marche-lez-Écaussinnes se déroule depuis 1960 l'Oberbayern dont les réjouissances, organisées tout au long du mois d'août, attirent aujourd'hui plus de 25 000 personnes.
Notons aussi de nombreuses fêtes typiques des différents quartiers d'Écaussinnes telles que les ducasses du Quartier et des Marchous, le carnaval (premier week-end suivant Pâques) avec les Marchous, les Scaussinoûs, les Cayoteux et les Nwars Chabots et les Rencontres européennes entre jeunes.
Ce qui fait dire aux habitants des communes limitrophes (à l'exception des habitants de Le Roeulx qui ne pensent pas du tout ça) : « Aux Écaussinnes, il se passe toujours quelque chose ».

## Enseignement
Écaussinnes et Marche comptent plusieurs implantations d'écoles maternelles et primaires, tant de l'enseignement communal (école fondamentale communale mixte du sud, école fondamentale mixte Odenat Bouton au village et école fondamentale mixte à Marche) que de l'enseignement libre (école libre du Sacré-Cœur au Sud, école libre Saint-Rémy au village et école libre Saint-Géry à Marche).
L'École industrielle et commerciale d'Écaussinnes (EICE) propose des formations en journée et en soirée dans des domaines aussi variés que l'informatique, la photographie numérique, les langues, l'habillement ou la gestion. L'origine de cette école remontre au 18 avril 1872, lorsque le conseil communal de Écaussinnes-d'Enghien « considérant que bon nombre de pères de famille détournent leurs enfants de la profession de tailleur de pierre autrefois si respectée, à cause des habitudes d'ivrognerie qu'ils contractent aux carrières au contact d'hommes vicieux » décide de créer une école professionnelle et d'industrie pour l'enseignement du dessin, de l'architecture, de la géométrie, du modelage, de la coupe et de la taille de pierre.
Le Lycée technique et commercial provincial Soignies-Écaussinnes (LTC) offre à Écaussinnes une section hôtelière, installée dans une ancienne « ferme-moulin ».

## Économie
Les principales industries de Écaussinnes sont installées dans le parc industriel de Feluy, créé dans les années 1960-1970 par l'IDEA (Intercommunale de Développement Économique et d'Aménagement du territoire) et dont une grande partie est située sur le territoire de Écaussinnes. Ce parc industriel est le second pôle pétrochimique de Belgique après celui du port d'Anvers.
Google a annoncé, le 21 octobre 2022, son intention de construire un centre de données dans la commune
La vie économique est aussi animée par une multitude de petites et moyennes entreprises dont :
- les ateliers Debelle-ESTOM (et qui ont racheté par la suite les bâtiments des établissements G-A Wallem) ont fait faillite le 16 juillet 2013 (Moniteur Belge du 29 juillet 2013 p. 47616 - (26928) ;
- les transports Vanreck repris par la société de transport Van Egdom en 2006 (Moniteur Belge du 15 janvier 2007) ont depuis déménagé dans le parc industriel de Manage Seneffe en 2007 (Moniteur Belge du 8 juillet 2007) ;
- la Brasserie d'Écaussinnes[35], qui a repris le brassage de l'ULTRA, qui avait disparu du paysage écaussinnois il y a plusieurs décennies. La brasserie est installée dans la ferme-château de Restaumont ;
- les écuries d'Écaussinnes[36], qui forment et préparent des chevaux de jumping de qualité mondiale ;
- la marbrerie Cuisenaire[37], fondée en 1925, où se pratique toujours la taille de la pierre bleue ;
- la gare de Marche-lez-Écaussinnes ;
- la gare d'Écaussinnes Carrières.

### Le petit-granit et les carrières
Le petit-granit ou pierre bleue a fait la réputation d'Écaussinnes. Cette pierre, datant du Tournaisien (Carbonifère), s'est formée sous la mer il y a environ 350 millions d'années. Il ne s'agit pas d'un granite (roche magmatique), mais d'une roche sédimentaire, qui était appelée autrefois « Marbre de Ligny » (ou aussi « Écaussinnes »). Cette roche contient essentiellement des fossiles de crinoïdes (animaux de la même famille que les oursins), dont le squelette est composé de cristaux de calcite. Ces cristaux brillent comme le font les quartz dans les granites. C'est sans doute cette ressemblance qui est à l'origine de l'appellation « petit-granit ».
L'exploitation des gisements de pierre à Écaussinnes est très ancienne, comme en témoignent des documents datant du XIVe siècle. Mais c'est au XIXe siècle qu'elle prit son essor, avec l'arrivée de la vapeur qui permit de faciliter les travaux carriers de pompage, levage, etc. C'est de cette époque que date le développement du quartier d'Écaussinnes-Carrières, poussé notamment par l'arrivée du chemin de fer en 1842. C'est aussi à partir de la fin du XIXe siècle que commence à Écaussinnes l'immigration d'ouvriers carriers italiens, provenant de la région de Pietrasanta, Carrare et Seravezza (Toscane).
Après un  siècle de prospérité vint le déclin et les fermetures. L'exploitation a cessé à Écaussinnes le 21 décembre 2004 avec la fermeture de la carrière Nocarcentre (anciennement carrières de Restaumont). Elle a repris en 2009 avec la création d'une toute nouvelle carrière au lieu-dit « Tellier des Prés » aux limites d'Écaussinnes, Soignies et Braine-le-Comte.
À quelques pas de là, au bord de l'ancienne carrière de Nocarcentre, un centre de traitement des eaux d'exhaure des carrières de Soignies et de la carrière de Tellier des Prés est entré en service en 2007. Ce sont ainsi 13 millions de mètres cubes d'eau qui seront revalorisés pour approvisionner le zoning proche de Feluy et la Société Wallonne de Distribution d'Eau, et limiter ainsi les prélèvements dans la nappe phréatique.
Les carrières ont façonné le paysage écaussinnois, parsemé de trous inondés et de « tiennes ».
Les anciennes carrières de Scouflény figurent à l'inventaire des Sites de Grand Intérêt Biologique de la Région Wallonne. Le Trou Barette et le Trou Rivière servent de réserve d'eau potable à la société Vivaqua (anciennement CIBE : Compagnie intercommunale bruxelloise des eaux).

## Personnages célèbres et citoyens d'honneur
- Julos Beaucarne, artiste.
- Comte Gontran de Lichtervelde, diplomate, écrivain.
- Albert du Bois, poète, romancier, diplomate et militant wallon.
- Marc Smoes, peintre et photographe.
- Hector Brognon, peintre.
- Fredy Taminiaux, sculpteur.
- Willy Taminiaux, homme politique.
- Johan Walem, footballeur.
- Georges Auguste Wallem, industriel.
- Ernest Martel, homme politique.
- Comte Adrien Van der Burch, homme public, organisateur d'exposition, mécène.
- Henry Lejeune, Céramiste, artiste peintre, animateur culturel autodidacte.
- Kevin Staut, cavalier de saut d'obstacle. Numéro 1 mondial en 2010.
- Daniel Delloy, Echevin, Bourgmestre, Sénateur.
- André Buzin, peintre, spécialisé dans les sujets animaliers et floraux, connu pour la série de timbres belges Les Oiseaux.
- Jean-Philippe Querton, écrivain.
- Christian Dumeunier, peintre, sculpteur et graveur. Président-fondateur de l'asbl DUMA Académie Art et Formation.
- Jacky Legge, Conservateur du Patrimoine architectural des Cimetières tournaisiens, animateur socio-culturel et professeur.

### Citoyens d'honneur
- Arsène Burny, chercheur, un des pères fondateurs du Télévie (opération humanitaire et publicitaire d'une station de radio-télévision commerciale fortement implantée en Belgique).
- Siou-Ling Tsien, épouse Perlinghi, une femme d'origine chinoise, qui avait permis en 1944 de sauver de la mort une centaine d'habitants d'Ecaussinnes pris en otages par les Nazis.
- Angelo Lazzerini, président des « Lucchesi nel Mondo » d'Ecaussinnes.
- Jules Regner, parachutiste SAS de 1942 à 1945.
- Didier Viviers, Recteur honoraire de l'Université Libre de Bruxelles et Secrétaire perpétuel de l'Académie Royale de Belgique.
- Danny Roosens, Président de la Chambre de Commerce et d'Industrie du Hainaut CCIH.
- Philippe Degeneffe, Directeur du Manège Mons.
- Christophe Ameeuw, Fondateur des écuries d'Écaussinnes.
- Michel Van Cauwelaert et Marc Leveau, Cuisinier et Sommelier du Pilori.